# Квинт Лабиен
Квинт Лабиен (на латински: Quintus Labienus; † 39 пр.н.е.) е римски военачалник и син на Тит Лабиен, най-добрият генерал на Гай Юлий Цезар по време на неговия Галски поход. Както баща си Квинт е републиканец и се бие против Цезар. Последно е на служба в Партия.
През войната между триумвирите и убийците на Цезар той е привърженик на Брут и Касий и е изпратен от тях през 42 пр.н.е.,
преди битката при Филипи, при царя на партите Ород II, за да измоли тяхната помощ.
През 40 пр.н.е Квинт навлиза заедно с Пакор, синът на партския цар, в Сирия и Мала Азия, бие няколко римски отряди и заповядва да убият управителя на Сирия, Луций Децидий Сакса. Партите имат тези успехи благодарение на умелостта на Лабиен, така че той започва да сече монети, на които се нарича Imperator Parthicus („генерал на партите“), Q. LABIENUS PARTHICVS IMP(erator).. През 39 пр.н.е. е победен от Публий Вентидий Бас, легатът на Марк Антоний, в Тавърските планини и след това е убит в неговото убежище в Киликия.